# Alan Smithee
Alan Smithee (também Allen Smithee) é um pseudônimo oficial usado por cineastas que desejam destituir um projeto. Criado em 1968 e usado até que foi formalmente interrompido em 2000, era o único pseudônimo usado pelos membros da Directors Guild of America (DGA) quando um diretor, insatisfeito com o produto final, provou que ele ou ela não conseguiu exercer controle criativo sobre a produção de um filme. O diretor também foi obrigado pelas regras da aliança a não discutir as circunstâncias que levaram ao movimento ou mesmo a reconhecer ser o diretor do projeto.

## História
Antes de 1968, as regras da DGA não permitiam que os diretores fossem creditados sob um pseudônimo. Isso foi destinado a impedir que os produtores pressionassem os diretores, o que inibiria o desenvolvimento de seus currículos. A associação também exigia que o diretor fosse creditado, em apoio da filosofia da DGA, que acreditava que o diretor é a principal força criativa por trás de um filme. O pseudônimo Smithee foi criado para ser usado no filme Death of a Gunfighter, lançado em 1969. Durante sua filmagem, o ator principal Richard Widmark estava infeliz com o diretor Robert Totten e o substituiu por Don Siegel. Siegel depois estimou que Totten tinha passado 25 dias de filmagem, enquanto ele próprio havia passado 9-10 dias. Cada um tinha aproximadamente uma quantidade igual de metragem na edição final de Siegel. Mas Siegel deixou claro que a Widmark efetivamente estava no comando todo o tempo em vez de qualquer diretor. Quando o filme terminou, Siegel não quis colocar o seu nome nos créditos do filme por isso e Totten se recusou a ser creditado em seu lugar. O painel da DGA que entendeu a disputa concordou que o filme não representava a visão criativa do diretor.
A proposta original era creditar com o nome fictício "Al Smith", mas esse era considerado um nome muito comum, e na verdade já estava em uso no setor cinematográfico. O sobrenome foi alterado para "Smithe", e depois para "Smithee", que foi pensado para ser distintivo o suficiente para evitar a confusão com nomes semelhantes, mas sem chamar a atenção para si. Os críticos elogiaram o filme e seu "novo" diretor. O The New York Times comentou que o filme foi "diretamente dirigido por Allen Smithee, que tem uma facilidade hábil para escanear rostos e extrair detalhes de fundo afiados" e Roger Ebert comentou: "O diretor Allen Smithee, um nome que não conheço, permite que sua história se desenrole naturalmente".
Após a criação, o pseudónimo "Alan Smithee" foi aplicado retroactivamente ao filme Fade In (também conhecido como Iron Cowboy), um filme estrelado por Burt Reynolds e dirigido por Jud Taylor, que foi lançado pela primeira vez antes do lançamento de Death of a Gunfighter. Taylor também solicitou o pseudónimo de City in Fear (1980) com David Janssen. Taylor comentou sobre o seu uso quando recebeu o Prêmio Robert Aldrich da DGA em 2003: "Eu tive um par de problemas na minha carreira que tem a ver com a edição e não ter o número de dias contratualmente exigido na sala de edição que meu agente não conseguiu resolver. Então, fui à Guild e disse: "Isto é o que está acontecendo". A associação foi morrer por mim. Eu obtive Alan Smithee sobre ambos. Foi um sinal para a indústria do ponto de vista dos direitos criativos de que os shows foram adulterados."
A ortografia "Alan Smithee" tornou-se padrão, e o Internet Movie Database lista cerca de duas dúzias de filmes e muitos mais programas de televisão e episódios de seriados creditados a esse nome. Uma lenda urbana persistente sugere que essa ortografia particular foi escolhida porque é um anagrama da frase "The Alias Men" (Os Homens Apelido); No entanto, isso é apócrifo.
Ao longo dos anos, o nome e o objetivo tornaram-se mais conhecidos. Alguns diretores violaram o embargo ao discutir seu uso do pseudônimo. Em 1998, o filme An Alan Smithee Film: Burn Hollywood Burn foi lançado, no qual um homem chamado Alan Smithee (Eric Idle) deseja desautorizar um filme que ele dirigiu, mas não consegue fazê-lo porque o único pseudônimo que ele está autorizado a usar é seu próprio nome. O filme foi dirigido por Arthur Hiller, que informou à DGA que o roteirista e produtor Joe Eszterhas interferiu com seu controle criativo e removeu com sucesso seu próprio nome do filme, então "Alan Smithee" foi creditado em vez disso. O filme foi um fracasso comercial e crítico, lançado em apenas 19 cinemas nos EUA, onde faturou apenas US$ 45.779 com um orçamento de cerca de US$ 10 milhões, e apenas 8% das críticas no site Rotten Tomatoes são positivas. A publicidade negativa severa que cercou o filme atraiu atenção indesejada para o pseudônimo. Depois disso, a DGA retirou o nome; Para o filme Supernova (2000), o diretor insatisfeito, Walter Hill, foi creditado como "Thomas Lee".
Enquanto isso, o nome foi usado fora da indústria cinematográfica, e continua a ser usado em outras mídias e em projetos de filmes que não estão sob o domínio da DGA. Embora o pseudónimo tenha sido destinado aos diretores, uma pesquisa do Internet Movie Database para o nome de Alan Smithee também lista vários usos do nome para roteiristas. Além disso, as variações do nome ocasionalmente foram usadas, como "Alan e Alana Smithy" (roteiristas do filme Hidden 3D, de 2011).

## Usos
Utilizações históricas do crédito "Alan Smithee" (ou equivalente), em ordem cronológica:

### Direção de filmes
Os seguintes filmes foram creditados a "Smithee"; O diretor verdadeiro é listado quando conhecido. Em alguns casos, o pseudônimo é usado para um colaborador criativo diferente do diretor, mostrado em negrito.
- Fade In (também conhecido como Iron Cowboy) (1968), dirigido por Jud Taylor
- Death of a Gunfighter (1969), dirigido separadamente por Robert Totten e Don Siegel
- City in Fear (1980), dirigida por Jud Taylor
- Fun and Games (1980), dirigida por Paul Bogart[11]
- Student Bodies (1981), dirigido por Mickey Rose, produzido por Michael Ritchie sob o nome de Smithee
- Twilight Zone: The Movie (1983), o Segundo Diretor-Assistente, Anderson House usou o pseudónimo do primeiro segmento do filme, no qual o ator Vic Morrow e duas crianças foram mortas em um acidente de helicóptero durante a produção. Isso representa uma instância rara onde o crédito "Alan Smithee" foi assumido por um diretor auxiliar.[2]
- Stitches (1985), dirigido por Rod Holcomb
- Let's Get Harry (1986), dirigido por Stuart Rosenberg
- Morgan Stewart's Coming Home (1987), dirigido por Paul Aaron e Terry Windsor
- Ghost Fever (1987), dirigido por Lee Madden
- I Love N.Y. (1987) escrito e dirigido por Gianni Bozzacchi.
- Catchfire (1990), originalmente lançado nos cinemas, dirigido por Dennis Hopper. Um lançamento em home vídeo subseqüente sob o título Backtrack foi o "corte de diretor" pretendido pela Hopper, pelo qual ele recebeu crédito.
- The Shrimp on the Barbie (1990), dirigido por Michael Gottlieb
- Crisis Solar (1990), dirigida por Richard C. Sarafian
- The Birds II: Land's End (1994), dirigido por Rick Rosenthal
- National Senior Lampoon (1995), dirigida por Kelly Makin com um segmento creditado a Smithee
- Raging Angels (1995)
- Hellraiser: Bloodline (1996), dirigido por Kevin Yagher
- Mighty Ducks the Movie: The First Face-Off (1997), co-dirigido por Steve Langley
- An Alan Smithee Film: Burn Hollywood Burn (1998), dirigido por Arthur Hiller
- Wadd: The Life & Times of John C. Holmes (1998), dirigido por Cass Paley
- River Made to Drown In (1999), dirigido por James Merendino
- Woman Wanted (2000), dirigido por Kiefer Sutherland
- Old 37 (2015), dirigido por Christian Winters

Os seguintes filmes foram creditados aos seus diretores reais durante suas exibições originais para cinema. Quando foram reeditados para TV, ou por outros motivos, o crédito Smithee foi usado:
- Dune (1984), apenas para a versão estendida e editada para transmissão em televisão; Dirigido por David Lynch. Além do crédito direcionado "Smithee", para a versão televisiva, o crédito de roteiro de Lynch vai para "Judas Booth" (uma referência a Judas Iscariotes e John Wilkes Booth)
- Gunhed (1989), lançado nos Estados Unidos, dirigido por Masato Harada
- The Guardian (1990) apenas para a versão editada para TV a cabo, dirigida por William Friedkin, creditada a "Alan Von Smithee"
- Rudy (1993), editado para televisão, dirigido por David Anspaugh
- Heat (1995), editado para televisão, dirigido por Michael Mann
- Meet Joe Black (1998), editado para exibição em voos comerciais e televisão por cabo, de Martin Brest
- The Insider (1999), editado para televisão, dirigido por Michael Mann

#### Versões modificadas
- The Nutt House (1992), escrito por Scott Spiegel (creditado como Peter Perkinson), Bruce Campbell (como R.O.C. Sandstorm), Ivan Raimi (como Alan Smithee Sr.) e Sam Raimi (como Alan Smithee Jr.)

### Direção de TV
- MacGyver, episódios "Pilot", dirigido por Jerrold Freedman e "The Heist" (1985).
- The New Twilight Zone, episódio "Paladin of the Lost Hour" (1985), directed by Gilbert Cates.
- Tiny Toon Adventures teve segmentos de episódios que foram creditados a "Alan Smithee"; Os segmentos de 1990, "Pit Bullied" e "Duck in the Muck" foram dirigidos por Art Leonardi.[12]
- La Femme Nikita, "Catch a Falling Star", episódio 16 da 4ª temporada, que se acredita ser dirigido por Joseph L. Scanlan.

### Videoclipes creditados a Smithee
- "I Will Always Love You" - Whitney Houston (1992) da trilha sonora de The Bodyguard, dirigida por Nick Brandt.
- "Heaven n' Hell" - Salt-N-Pepa (1994)
- "Digging the Grave" - Faith No More (1995), dirigido por Marcus Raboy
- "Let's Get Down" - Tony! Toni! Tone! com DJ Quik, dirigido por Joseph Kahn (muitas vezes creditado como "J. Whiskey")
- "I Don't Want to Wait" - Paula Cole (1997), dirigida por Mark Seliger e Fred Woodward
- "So Help Me Girl" - Gary Barlow (1997)
- "Victory" - Puff Daddy com The Notorious B.I.G. e Busta Rhymes (1998), dirigido por Marcus Nispel
- "Kiss the Rain" - Billie Myers (1998)
- "The First Night" - Monica (1998), dirigido por Joseph Kahn
- "Sweet Surrender" - Sarah McLachlan (1998), dirigido por Floria Sigismondi
- "Reunited" - Wu-Tang Clan (1998)
- "Waiting for Tonight" - Jennifer Lopez (1999), dirigido por Francis Lawrence
- "The Future Is X-Rated" - Matthew Good Band (1999)
- "Maria" - Blondie (1999)
- "No More" - Ruff Endz (2000)
- "In Your Eyes" - Jeffrey Gaines (2001)
- "Wrong Impression" - Natalie Imbruglia (2001), dirigido por Francis Lawrence
- "Late Goodbye" - Poets of the Fall (2004)